# Julie Makani
Pour les articles homonymes, voir Makani.
Julie Makani (née en 1970) est une chercheuse en médecine de nationalité tanzanienne. Depuis 2014, elle est financée par le Wellcome Trust et professeur associée au département d'hématologie à la Muhimbili University of Health and Allied Sciences (MUHAS) de Dar es Salam. Elle est aussi professeur invitée et consultante au Nuffield Department of Medicine de l'université d'Oxford. Elle réside à Dar es Salam. En 2011, elle reçoit un prix de la Royal Society pour son travail sur la drépanocytose.

## Formation
Après avoir suivi ses études à la St Constantine's Primary school d'Arusha, en Tanzanie, Julie Makani se forme à la médecine à l'université de Muhimbili, d'où elle sort en 1994. En 1997, elle effectue un internat en médecine interne au Hammersmith Hospital, Royal Postgraduate Medical School, de l'université de Londres, dans le cadre d'un cursus des universités du Commonwealth. Elle rejoint ensuite Oxford comme chercheur au Nuffield Department of Medicine, de l'université d'Oxford. En 2003, elle bénéficie d'une bourse d'études doctorales de quatre ans de la part de la fondation Wellcome Trust. Elle termine son doctorat sur l'épidémiologie clinique de la drépanocytose.

## Recherches bio-médicales
En 2004, elle obtient un financement de la fondation Wellcome Trust et met en place un programme concernant la drépanocytose (Sickle Cell Disease (SCD)) à l'université Muhimbili, avec la mise sous surveillance de plus de deux mille patients atteints de cette maladie. La drépanocytose est une affection des globules rouges, lesquelles présentent une forme anormale, ce qui cause des troubles du transport de l'oxygène. Cela cause des épisodes récurrents de souffrance et de dommages aux organes internes qui peuvent déboucher sur la mort. On estime entre 8 et 11 le nombre de nouveau-nés drépanocytaires chaque année en Tanzanie. Le travail initial Muhimbili fut d'examiner des facteurs tels que la malaria, les infections bactériennes et les accidents vasculaires qui sont considérés comme contribuant de manière significative à la maladie et aux décès.
En collaboration, elle développe un programme de recherche et un programme de soins qui concerne l'une des cohortes de patients les plus importantes au monde traitée par un seul centre. Elle s'intéresse actuellement au rôle de l'anémie et de l'hémoglobine fœtale dans la morbidité liée à la drépanocytose.
Elle travaille, avec d'autres, à établir un réseau national (regional Sickle Cell Disease Research Network of East and Central Africa ; REDAC) et panafricain (Consortium for Health, Advocacy, Research and Training in Africa ; Sickle CHARTA) concernant la drépanocytose. Julie Makani est cofondatrice de la Sickle Cell Foundation of Tanzania. Elle est experte technique du Global SCD Research Network (« réseau global de recherches sur la drépanocytose »), co-présidente du groupe de travail sur la thérapie par l'hydroxyurée en Afrique. Son objectif est d'utiliser la drépanocytose comme modèle pour établir des solutions scientifiques de soins qui soient pertinentes au niveau local tout en ayant une importance mondiale. La réussite dans le domaine de la drépanocytose montrera qu'avec des partenariats mondiaux efficaces, il est possible de remédier aux inégalités en matière de sciences biomédicales et de santé et de réaliser des progrès significatifs.

## Reconnaissances
Julie Makani reçoit une bourse d'études en 2003 et, en 2011, un financement pour son programme concernant la drépanocytose de la fondation Wellcome Trust. En 2007, elle est invitée à la conférence TED d'Arusha, en Tanzanie. En 2009, elle reçoit un Archbishop Tutu Leadership Fellowship de l'African Leadership Institute.
En 2011, elle est récompensée par le Prix Pfizer de la Royal Society pour ses recherches permettant de mieux comprendre les mécanismes moléculaires, génétiques et environnementaux de la drépanocytose. Lors de la remise du prix, le professeur Lorna Casselton, de la Royal Society, déclare : « Nous sommes extrêmement heureux de récompenser une personne aussi impressionnante en lui décernant le prix Pfizer de la Royal Society cette année… Nous espérons que le Dr Makani servira de modèle à d'autres jeunes scientifiques africains désireux de faire la différence sur leur continent et dans le monde entier,. »
En 2019, une émission de la série 100 Women de la BBC lui est consacrée.

### Citations originales
1. ↑  (en) « We are extremely pleased to recognise such an impressive individual with the Royal Society Pfizer Award this year... We hope that Dr Makani stands as role-model for other young Africans scientists wishing to make a difference on their continent and worldwide. »